# گلوله‌باران بندر گرگوری
گلوله‌باران بندر گرگوری (انگلیسی: Shelling of Port Gregory) در ۲۸ ژانویه ۱۹۴۳ طی جنگ جهانی دوم اتفاق افتاد. این حمله توسط زیردریایی ژاپنی زیردریایی آی-۱۶۵ به فرماندهی ستوان فرمانده تاتنوسوکه توسو انجام شد.